# Арсига, Рамиро
Рамиро Арсига Сарате (исп. Ramiro Árciga Zárate; род. 30 августа 2004, Ла-Пьедад, Мичоакан) — мексиканский футболист, полузащитник клуба «Тихуана» и сборной Мексики.

## Клубная карьера
Арсига — воспитанник клубов «Атлетико Морелия» и «Масатлан». 25 июля 2023 года в поединке Кубка лиг против «Хуарес» игрок дебютировал за основой состав последних. В матче против «Леона» он дебютировал в мексиканской Примере. 1 августа 2024 года в поединке Кубка лиг против американского «Нэшвилла» Рамиро забил свой первый гол за «Масатлан». В начале 2025 года Арсига перешёл в «Тихуану». 29 января в матче против УАНЛ Тигрес он дебютировал за новую команду. 

## Международная карьера
В 2023 году в составе олимпийской сборной Мексики Арсига принял участие в домашних Панамериканских играх. На турнире он сыграл в матчах против команд Уругвая, Бразилии и США.
1 июня 2024 года в товарищеском матче против сборной Боливии Арсига дебютировал за сборную Мексики. 

## Достижения
Международные
 Мексика (до 23)
- Бронзовый призер Панамериканских игр — 2023